# Satoru Ōtomo
Satoru Ōtomo (auch Satoshi Otomo) (jap. 大友 哲, Ōtomo Satoru; * 19. Dezember 1957 in Mitaka) ist ein japanischer Zahnarzt, Amateurastronom und Asteroidenentdecker, der überwiegend vom Observatorium in seinem Wohnort Kiyosato aus arbeitet.
Ōtomo ist der Entdecker von derzeit (Stand Jan. 2010) 149 Asteroiden, davon 15 zusammen mit Osamu Muramatsu.
Der Asteroid (3911) Otomo wurde nach ihm benannt.